# Fondation Brazzaville
 (novembre 2020).
 (novembre 2020).
L'article doit être relu — et modifié si nécessaire — par des contributeurs indépendants pour apporter un regard critique aux contributions effectuées en violation des conditions d'utilisation de Wikipédia, tant sur la forme (notamment concernant le style encyclopédique, la proportionnalité) que sur le fond (la neutralité de point de vue, la qualité et l'indépendance des sources).
La Fondation Brazzaville est une organisation à but non lucratif basée à Londres et enregistrée auprès de la Charity Commission for England and Wales. Créée en 2014 par Jean-Yves Ollivier dans le but de perpétuer « l’esprit du protocole de Brazzaville », l'organisation promeut et développe des initiatives africaines dans les domaines de la paix (résolution des conflits internationaux et internes), de l'environnement (protection des écosystèmes, de la biodiversité et des communautés) et de la santé (lutte contre les faux médicaments). Elle jouit du statut consultatif auprès du Conseil économique et sociale des Nations unies depuis 2018.
Les critiques pointent son allégeance au président congolais Denis Sassou-Nguesso, dont elle serait une officine de lobbying.

## Historique
La Fondation trouve son origine dans le protocole de Brazzaville aussi appelé « Accord de Brazzaville » signé dans la capitale congolaise, le 13 décembre 1988. Cet accord annonce la fin de la Guerre Froide en Afrique, près d’un an avant la chute du Mur de Berlin. Il a amené à cette période la paix en Afrique australe et ouvert la voie à la libération de Nelson Mandela et aux négociations ayant permis la fin de l'Apartheid. Le film documentaire sud-africain Plot for Peace réalisé par Carlos Agulló et Mandy Jacobson en 2013 revient sur les efforts diplomatiques pour la paix en Afrique australe entrepris par Jean-Yves Ollivier.

## Actions

### Prévention et résolution des conflits
La Fondation Brazzaville est engagée dans le processus de réconciliation et de paix initié en Libye. La Fondation Brazzaville a organisé un « dialogue inter-libyen Dakar 1 »  à Dakar du 11 au 13 mai 2018. Cet engagement est interprété comme une marque d'inféodation de la Fondation au lobbying du président congolais Sassou-Nguesso, et a conduit plusieurs de ses partenaires impliqués dans la lutte contre le trafic de faux médicaments à se détourner de la Fondation, qu'ils estiment liée à l'oligarque russe Vladimir Iakounine.  

### Protection de l'environnement
Le projet de création du Fonds Bleu pour le Bassin du Congo a été présenté par le président congolais Denis Sassou NGuesso le 16 novembre 2016, en marge de la COP22 de Marrakech, avec la collaboration de la Fondation Brazzaville. L'accord portant sur la création de ce fonds a été signé le 9 mars 2017 à Oyo. En 2018, le programme de développement de l’Organisation des Nations unies a lancé un appel d'offres pour la réalisation d'une étude de préfiguration pour le Fonds bleu.
La Fondation agit en collaboration avec l'organisation Stop Ivory en incitant les pays africains à soutenir l'Elephant Protection Initiative, dans le but de mettre fin au commerce d'ivoire. Le 5 janvier 2015, Sir David Richmond a salué le fait que la République du Congo se joigne à l'Elephant Protection Initiative et soutienne les efforts visant à mettre fin au commerce des ivoires.
Des opposants à Denis Sassou-Nguesso voient dans ces actions de la Fondation une façon pour le président de détourner l'attention de public de sa gestion du Congo et de se présenter en héros écologiste, dans une forme de greenwashing.

### Médiation africaine dans le conflit entre la Russie et l'Ukraine
En mai 2023, la Fondation Brazzaville annonce lancer une tentative de médiation africaine dans le conflit qui oppose la Russie et l'Ukraine. Sous l'égide de la Fondation, les présidents sud-Africain Cyril Ramaphosa, ougandais Yoweri Museveni, zambien Hakainde Hichilema, égyptien Abdel Fattah al-Sissi, congolais Denis Sassou Nguesso et sénégalais Macky Sall doivent se rendre à Kiev et à Moscou. Le 14 juin 2023, Denis Sassou Nguesso tente de faire reporter le voyage.
Le 16 juin 2023, seuls Macky Sall, Cyril Ramaphosa, Hakainde Hichilema et Azali Assoumani se rendent en Ukraine, avant d'aller à Moscou le 17 juin 2023. 
Dès l'arrivée de la délégation à Kiev, le président ukrainien Volodymyr Zelensky annonce rejeter la médiation. Il accuse la Fondation Brazzaville et les dirigeants africains présents de mener « une tromperie » initiée par Moscou. Le Canard Enchaîné rappelle que Jean-Yves Ollivier, président de la Fondation Brazzaville, le « sherpa » de cette « mission de paix », est « russophile ».
Selon Jeune Afrique, le marchand d'armes Ivor Ichikowitz, fondateur du groupe Paramount, a joué un rôle clé dans l’organisation de la médiation.

## Membres
La Fondation Brazzaville est placée sous le patronage royal de Michael de Kent. 
Le conseil d'administration est composé de Jean-Yves Ollivier, Charles Carr, Martine Chayriguès, Tim Perry et Kishore K. Sakhrani.